# Gruppo glicosilico

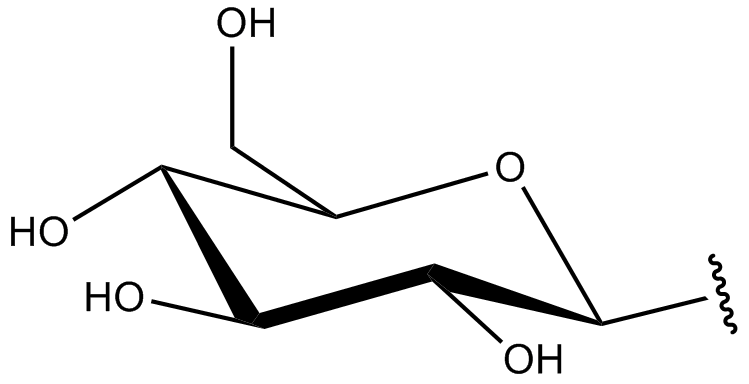
Il gruppo β-D-glucopiranosile ottenuto dalla rimozione del gruppo ossidrilico emiacetale dal β -D-glucopiranosio

Un gruppo glicosilico è un radicale libero monovalente oppure un sostituente ottenuto rimuovendo il gruppo ossidrilico emiacetale da un monosaccaride o da un oligosaccaride minore. Il glicosile reagisce con acidi inorganici, come l'acido fosforico, formando un estere come il glucosio 1-fosfato.

## Esempi
Nella cellulosa, i gruppi glicosilici collegano tra loro le unità 1,4-β-D-glucosile per formare catene polimeriche di (1,4-β-D-glucosile)n. Altri esempi degni di nota includono il ribitile nel 6,7-dimetil-8-ribitillumazina e la glicosilamina.

## Gruppi sostituenti alternativi

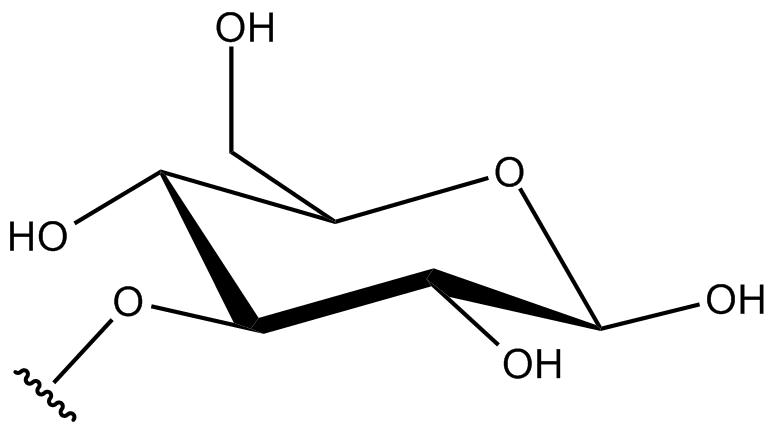
Il gruppo β-D-glucopiranos-3-O-ile che si ottiene rimuovendo un idrogeno dall'ossidrile C3 del β-D-glucopiranosio

In alcuni casi il gruppo glicosilico può essere ottenuto per la rimozione di un atomo di idrogeno anziché del gruppo ossidrilico emiacetale. Ne è un esempio la rimozione dell'idrogeno sull'ossidrile legato al carbonio C3 nella molecola di glucosio che va a formare il sostituente D-glucopiranos-3-O-ile.
Recentemente è stato possibile rilevare la presenza di Au3+ in organismi viventi tramite l'uso di un composto provvisto di un gruppo glicosilico: il glicosil pirene C.